# Parafia św. Stanisława Biskupa i Męczennika w Lubielu
Parafia pw. św. Stanisława Biskupa i Męczennika w Lubielu – rzymskokatolicka parafia należąca do dekanatu Wyszków, diecezji łomżyńskiej, metropolii białostockiej.

## Miejsca święte

### Kościoły filialne i kaplice
- Kościół pw. Najświętszej Maryi Panny Częstochowskiej w Chrzczance Włościańskiej - murowany, z lat 1990-1993[1].

## Obszar parafii

### Miejscowości i ulice
W granicach parafii znajdują się miejscowości:

- Lubiel Nowy,
- Bielino,
- Chrzczanka-Folwark,
- Chrzczanka Włościańska,
- Drozdowo,
- Gołystok,
- Grodziczno,
- Grądy Polewne,
- Grądy Zalewne,
- Janowo,
- Józefowo,
- Stary Lubiel,
- Łachy,
- Marianowo,
- Nowa Wieś,
- Nury,
- Olszaki,
- Orłowo,
- Ostrówek,
- Plewica,
- Rogóźno,
- Stasin,
- Wincentowo,
- Wola Polewna,
- Wólka Lubielska,
- Wólka-Wojciechówek.